# 伊羅戈區
伊罗戈斯（Ilocos Region）是菲律宾的第一大区，位于吕宋岛西北，包括南伊罗戈省、北伊罗戈省、拉乌尼翁省和班诗兰四个省，菲律宾第三大种族伊罗戈斯人主要聚居区，面积为13055平方千米，2015年的人口为5,026,128人，其中2/3是伊罗戈斯人，另外1/3是邦阿西楠人。首府是圣费尔南多。
16世纪时，西班牙殖民者到达这里，并传播天主教，当地人的反抗一直没有停止。1901年，美西战争后，这里被美国占领，1941年又被日本侵占，1945年日本投降，这里重新被盟军占领，直到1946年7月4日菲律宾独立。